# Jaroslav Kantůrek
Jaroslav Kantůrek, né le 17 août 1953, à Poděbrady, en Tchécoslovaquie, est un joueur tchécoslovaque de basket-ball. Il évolue au poste de meneur.